# Фракція (переробка корисних копалин)
Фракція — частина речовини виділена за якою-небудь ознакою з сумішей: зернистих матеріалів, рідин, зокрема розчинів тощо. Напр., частина зернистого матеріалу корисних копалин приблизно однакової густини, магнітних або ін. властивостей (фракція густини, магнітна фракція).
Термін «Фракція крупності» вживається як син. поняття клас крупності.
Фракція — компонент рідини, що має певні властивості, складник. Частина суміші рідин, що відокремлюється фракційною перегонкою і відрізняється т-рою кипіння (Фракція перегонки рідини).